# Villaturiel
Villaturiel é um município da Espanha na província de León, comunidade autónoma de Castela e Leão, de área 56,63 km² com população de 1767 habitantes (2004) e densidade populacional de 31,20 hab/km².

## Demografia
| Variação demográfica do município entre 1991 e 2004 | Variação demográfica do município entre 1991 e 2004 | Variação demográfica do município entre 1991 e 2004 | Variação demográfica do município entre 1991 e 2004 |
| --------------------------------------------------- | --------------------------------------------------- | --------------------------------------------------- | --------------------------------------------------- |
| 1991                                                | 1996                                                | 2001                                                | 2004                                                |
| 1770                                                | 1803                                                | 1797                                                | 1767                                                |